# Nuovo Partito Nazionale (Grenada)
Il Nuovo Partito Nazionale (New National Party, NNP) è un partito politico di centrodestra di Grenada.

## Storia
È stato fondato nel 1984, dall'unione di quattro piccoli partiti, tra cui il Partito Nazionale di Grenada. Il primo leader fu Herbert Blaize.
Il partito ha guidato il paese una prima volta dal 1984 al 1990: Blaize fu primo ministro dal 1984 alla morte, nel dicembre 1989; gli succedette Ben Joseph Jones, già ministro degli esteri, fino alle elezioni del marzo 1990, perse.
Dopo la morte di Blaize, come nuovo leader fu scelto Keith Mitchell.
Il Nuovo partito nazionale tornò al potere nel 1995, e da allora è stato confermato nel 1999 e nel 2003 (in quest'ultima elezione, con un solo seggio di vantaggio sul principale partito di opposizione, il Congresso Democratico Nazionale). Primo ministro è stato, per tutto il periodo, Keith Mitchell.
Alle elezioni dell'8 luglio 2008, il NNP passò da 8 a 4 seggi, perdendo la maggioranza in favore del Congresso Democratico Nazionale. Cinque anni più tardi si è invece aggiudicato tutti e quindici i seggi, risultato replicato poi nel 2018.

## Risultati elettorali
| Elezione | Leader         | Voti   | %    | Seggi | +/– | Posizione | Governo     |
| -------- | -------------- | ------ | ---- | ----- | --- | --------- | ----------- |
| 1984     | Herbert Blaize | 24 045 | 58,6 | 14/15 | 14  | 1°        | Maggioranza |
| 1990     | Keith Mitchell | 6 916  | 17,5 | 2/15  | 12  | 3°        | Opposizione |
| 1995     | Keith Mitchell | 14 154 | 32,4 | 8/15  | 6   | 1°        | Maggioranza |
| 1999     | Keith Mitchell | 25 896 | 62,5 | 15/15 | 7   | 1°        | Maggioranza |
| 2003     | Keith Mitchell | 22 556 | 47,8 | 8/15  | 7   | 1°        | Maggioranza |
| 2008     | Keith Mitchell | 27 189 | 47,8 | 4/15  | 4   | 2°        | Opposizione |
| 2013     | Keith Mitchell | 32 031 | 58,8 | 15/15 | 11  | 1°        | Maggioranza |
| 2018     | Keith Mitchell | 33 786 | 58,9 | 15/15 | 0   | 1°        | Maggioranza |
| 2022     | Keith Mitchell | 28 959 | 47,8 | 6/15  | 9   | 2°        | Opposizione |